# Tilting Train eXpress
Tilting Train eXpress（ティルティングトレインエクスプレス。略称（愛称）TTX）またはハンビッ 200は、2000年8月から大韓民国で進行中の鉄道技術研究開発事業と既存の高速化実用技術開発事業の一環として開発中である最初の車体傾斜式特急型電車である。韓国型振り子特急電車、韓国型傾斜式列車eXpress、ティルティング列車などの訳例がある。
2006年にロテムで試作車両が完成。2007年3月に納入され、韓国鉄道技術研究院で実験や検証がされた。開発には860億ウォンが投入されたという。
国土部は「新しい線路を敷設せず従来の鉄道の速度を高めるのに最も経済的で効果的な手段」と広報して、曲線区間が多い太白線、忠北線にまず投入し、運行時間を最大約20％短縮する計画を公表した。しかし、開発・性能試験をほぼ終えた2011年に突如、方針変更し、投入予定だった路線はすべて直線化・高速化することになり、本技術は使用されなくなった。

## 仕様
TTXは、電気機械式アクチュエータを適用したリンク式車体傾斜台車を使用する車体傾斜式電車である。傾斜作動のための曲線の検出は加速度とジャイロセンサーだけでなく、GPSを利用した衛星信号によっても可能である。韓国ファイバーが開発したカーボンハニカム複合材を一体成形した車体を採用しており、同程度の強度を持たせた鋼製車体に比べ、40 %程度の重量削減効果をあげた。定説システムと聖霊産業で開発された台車の軸ばねは円筒積層式で、枕ばねには空気ばねを採用した。曲線進入前にあらかじめ車体を傾けて進入することで、従来の車両よりも曲線で約20 km/h以上の速度向上を図ることができる。集電装置も傾斜時の離線を防止するために、台車と連動して、逆方向に傾斜させることができる。集電装置の下部は逆傾斜のためにモーターとベルトにより駆動されるスラッジ（sludge）構造になっている。
制御システムは、可変電圧可変周波数制御（VVVF）方式の1ユニットのコンバータとインバータが三相誘導電動機2台を一括制御する。電装品は宇進産電が開発し、設計最高速度200 km/hの高速性能を発揮する。列車制御システムには、TCMSを車体傾斜式電車に合わせて改良して搭載した。